# Guards Athletic Association
De Guards Athletic Association, meestal kortweg Guards genoemd, is een Canadese omnisportvereniging uit de stad St. John's, Newfoundland en Labrador. De vereniging heeft teams actief in sporten zoals honkbal, voetbal, volleybal, basketbal, ijshockey en track and field-atletiek. De clubkleuren zijn blauw en wit.

## Geschiedenis
De omnisportvereniging werd opgericht in 1900 als de "Epworth Guards Brigade", al veranderde hun naam een halfjaar later reeds tot de "Methodist Guards Brigade". Vanaf 1921 heetten ze de "Methodist Guards Comrade's Association". Bij hun officiële incorporation als organisatie in 1926 namen ze hun huidige naam "Guards Athletic Association" aan.
Sinds 1923 maakt de vereniging gebruik van de Ayre Grounds, toentertijd een eigendom van de United Church, als uitvalsbasis. Tezamen met de Feildians Athletic Association, de andere omnisportvereniging uit de stad, domineerden ze decennialang het sportleven in St. John's.
In 1991 trad de vereniging toe tot de "Hall of Fame" van Sport Newfoundland and Labrador.

## Kampioenschappen
De mannenvoetbalafdeling van de Guards won viermaal het All-Newfoundland Championship, namelijk in 1957, 1958, 1959 en 1965. In de jaren 1960 haalde hun ijshockeyteam grote successen met onder meer eindoverwinningen in de provinciale Boyle Trophy. Dit onder leiding van Canadese hockeylegende Howie Meeker.
De vrouwenvoetbalafdeling is tweevoudig provinciaal kampioen in de Jubilee Trophy, namelijk in de seizoenen 2001 en 2003.